# حميمق العظايات
حوام العظايات أو حُمَيمِق العظايات (الاسم العلمي: Kaupifalco monogrammicus)، طائر جارح من فصيلة البازية. موطنه أفريقيا جنوب الصحراء الكبرى. على الرغم من اسمه، فقد يكون أكثر ارتباطًا بطيور جنس الباز من طيور جنس الحميمق.